# Robert Siodmak
Robert Siodmak (Dresden, Alemanha, 8 de agosto de 1900 - Locarno, Suíça, 10 de março de 1973) foi um cineasta norte-americano nascido na Alemanha.
É mais conhecido pela série de filmes noir que dirigiu em Hollywood na década de 1940.